# Bow Down
Bow Down es el álbum debut del grupo de rap Westside Connection, el cual salió a la ven el 22 de octubre del 1996, alcanzó la segunda posición en la lista de los Estados Unidos. Los principales singles fueron "Bow Down" y "Gangstas Make the World Go Round". Fue certificado como Platino. El álbum ha vendido hasta la fecha casi dos millones de copias. El álbum recibió críticas favorable con la de la excepción de neoyorquino Robert Christgau; el cual se sintió ofendido por el contenido explícito.

## Lista de canciones
| #  | Título                                       | Productor               | Colaborador                     | Duración |
| -- | -------------------------------------------- | ----------------------- | ------------------------------- | -------- |
| 1  | "Intro - World Domination"                   | —                       | —                               | 1:16     |
| 2  | "Bow Down"                                   | Bud'da                  | —                               | 3:27     |
| 3  | "Gangstas Make the World Go Round"           | Ice Cube, Cedric Samson | —                               | 4:33     |
| 4  | "All the Critics In New York"                | Binky, Ice Cube         | —                               | 5:35     |
| 5  | "Do You Like Criminals?"                     | Bud'da                  | K-Dee                           | 5:01     |
| 6  | "Gangstas Don't Dance"                       | —                       | —                               | 0:22     |
| 7  | "The Gangsta, the Killa and the Dope Dealer" | Bud'da                  | —                               | 4:15     |
| 8  | "Cross 'Em Out and Put a 'K"                 | Bud'da                  | —                               | 4:15     |
| 9  | "King of the Hill"                           | QDIII                   | —                               | 4:17     |
| 10 | "3 Time Felons"                              | Bud'da                  | —                               | 5:10     |
| 11 | "Westward Ho"                                | QDIII                   | —                               | 5:12     |
| 12 | "The Pledge"                                 | —                       | —                               | 0:14     |
| 13 | "Hoo-Bangin' (WSCG Style)"                   | —                       | K-Dee, The Comrads & Allfrumtha | 3:58     |

## En las listas
| Lista                  | Posición |
| ---------------------- | -------- |
| Billboard 200          | # 2      |
| Top R&B/Hip-Hop Albums | # 1      |